# 惠斯南特冰原島峰
69°59′S 73°5′E / 69.983°S 73.083°E
惠斯南特冰原島峰（Whisnant Nunatak），是南極洲的冰原島峰，位於伊麗莎白公主地，處於麥卡斯克爾丘陵和馬里斯冰原島峰之間，現時由南極條約體系管理。